# Спокен
Спокен (енгл. Spokane) град је у америчкој савезној држави Вашингтон. Највећи је град и седиште истоименог округа. Налази се око 180 km јужно од границе са Канадом и око 32 km од границе са савезном државом Ајдахо.
Према попису из 2020. имао 228.989 становника, што га чини другим највећим градом у Вашингтону (иза Сијетла). Округ Спокен је према попису из 2020. имао 539.339 становника.

## Географија
Спокен се налази на надморској висини од 562 m.

## Демографија
Према попису становништва из 2010. у граду је живело 208.916 становника, што је 13.287 (6,8%) становника више него 2000. године.
|                   | 2010.            | 2000.            |
| Укупно            | 208 916 (100,0%) | 195 629 (100,0%) |
| Белци             | 175 482 (84,00%) | 171 918 (87,88%) |
| Остали            | 12 766 (6,111%)  | 9 403 (4,807%)   |
| Хиспаноамериканци | 10 467 (5,010%)  | 5 857 (2,994%)   |
| Азијати           | 5 358 (2,565%)   | 4 399 (2,249%)   |
| Афроамериканци    | 4 843 (2,318%)   | 4 052 (2,071%)   |

## Партнерски градови
- Махачкала
- Нишиномија
- Лимерик
- Чечхан
- Ђилин
- Либек